# محمود معتقدی
محمود معتقدی (زاده ۱۳۲۵) نویسنده، شاعر و منتقد ادبی ایرانی، فارغ‌التحصیل مقطع کارشناسی رشته تاریخ از دانشگاه خوارزمی و رشته کتابداری از پژوهشگاه ارتباطات و فناوری اطلاعات است.

## زندگی
معتقدی برای گذراندن تحصیلات خود به دبستان مهر و دبیرستان هادی شریعت‌زاده در آمل رفت و پس از آن به تهران رفت و در سال ۱۳۵۰ در دانشگاه خوارزمی حضور یافت و هم‌زمان با تحصیل همراه اسماعیل خویی در شب‌های شعر احمد شاملو و سیاوش کسرایی شرکت می‌کرد.
معتقدی از اوایل دهه ۶۰ به شکل جدی شروع به شعر گفتن کرد و در ادامه و به تدریج با مطبوعات همکاری نمود. همچنین بررسی و نقد داستان‌نویسی را از سال ۱۳۷۰ آغاز کرد که برآمد این نقدها، مجموعه نقدی است که از سوی انتشارات آوای کلار منتشر شده‌است. وی همچنین کتاب‌هایی در نقد ادبی و پژوهش در شاهنامه فردوسی را نیز به چاپ رساند.

## آثار
از او تا کنون ۲۵ عنوان کتاب منتشر شده‌است، شامل ۱۸ عنوان شعر و ۷ عنوان مقالاتی در حوزهٔ نقد شعر و ادبیات داستانی. همچنین از او بیش از ۵۰ عنوان مقاله در زمینهٔ نقد شعر و داستان و مسایل فرهنگی و اجتماعی در مطبوعات منتشر شده‌است. از آثار این شاعر و منتقد می‌توان به «از نگاهی دیگر»، «پاره‌های ممنوع»، «به گوزن‌های تشنه چیزی نگو»، «گزینه اشعار»، «از پاره‌های دوست داشتن»، «ابرها خاموشند»، «به رؤیای ما شلیک می‌شود»، «ترانه‌های گمشده در کوچه‌های باد» و «گاهی هم خلاصهٔ خودت باش» اشاره کرد.معتقدی همچنین در چندین جایزهٔ ادبی نیز داوری کرده‌است و در زمینهٔ شاهنامه‌شناسی و اسطوره‌شناسی هم پژوهش‌هایی را در دست دارد.

## تقدیر
مراسم بزرگداشت و بررسی کارنامه شعری محمود معتقدی شاعر و منتقد در هفتادمین سال تولد در سال ۱۳۹۵ او از سوی گروه شعر معاصر و با سخنرانی کامیار عابدی، احمد پوری، فرهاد عابدینی و اسدالله امرایی روز چهارشنبه دوم تیر همان سال در مؤسسه بهاران برگزار شد. وی همچنین برنده جایزه ادبی مهرگان شده‌است.

## جوایز
- لوح تقدیر کتاب سال الوند برای ترانه‌های گمشده در کوچه‌های باد[۱۴]

## داوری
- جایزه شعر احمد شاملو
- جایزه روزی روزگاری
- جایزهٔ کتاب سال شعر خبرنگاران
- جایزه ادبی قیصر امین‌پور